# داريل كلانتون
داريل كلانتون (بالإنجليزية: Darrell Clanton)‏ هو كاتب أغاني أمريكي، ولد في 10 أغسطس 1956 في إنديانابوليس في الولايات المتحدة.